# Список кардиналов, возведённых папой римским Николаем V
Кардиналы, возведённые Папой римским Николаем V — 11 прелатов и клириков были возведены в сан кардинала на четырёх Консисториях за восьмилетний понтификат Николая V.
Самой крупной консисторией были Консистория от 20 декабря 1448 года, на которой было возведено шесть кардиналов.

## Консистория от 16 февраля 1448 года
- Антонио Серда-и-Льоскос, O.SS.T., архиепископ Мессины (королевство Сицилия).

## Консистория от 20 декабря 1448 года
- Асторджо Аньези, архиепископ Беневенто (Папская область);
- Латино Орсини, архиепископ Трани (Папская область);
- Ален де Куэтиви, епископ Авиньона (королевство Франция);
- Жан Ролен, епископ Отёна (королевство Франция);
- Филиппо Каландрини, епископ Болоньи (Папская область);
- Николай Кузанский, архидиакон Брабанта, в епархии Льежа (Священная Римская империя).

## Консистория от 23 апреля 1449 года
- Амадей Савойский, епископ Сабины (Савойское герцогство).

## Консистория от 19 декабря 1449 года
- Жан д’Aрси, архиепископ Тарантеза (королевство Франция);[1]
- Луи де Ла Палю, O.S.B., епископ Сен-Жан-де-Морьена (королевство Франция);[1]
- Гийом д’Эстен, O.S.B., архидьякон Меца (королевство Франция).[1]